# Cynthia Montaño
Cynthia Montaño (Cali, Colombia, 28 de febrero de 1987) es una cantautora, poetisa, gestora cultural y  comunicadora social afrocolombiana.  

## Trayectoria
Con el pasar del tiempo ganó en experiencia en el género Rap con las agrupaciones "Zaxfiro" y "Gremio Supremo"; donde se incorporó a la escena del Hip Hop Caleño, con su participación en escenarios y eventos importantes de la ciudad.
En adelante Cynthia Montaño hizo parte de varias producciones musicales independientes como “Sentimiento Urbano”, “Sexo Sentido” y “Voz a la Tarima”, compuso e interpretó jingles para entidades como “Telepacifico”, “Alianza Team”, “Bavaria S.A.”, “Gobernación del Valle del Cauca”, “Alcaldía de Santiago de Cali”, entre otros.
Paralelamente adquirió experiencia en el desarrollo de trabajo comunitario y producción de eventos, también se vio inmersa en el área audiovisual realizando la producción de campo de varios documentales, entre ellos "Negropacífico" y "Mujeres en el Hip Hop Colombiano”,  donde también colaboró en la banda sonora.
Su libertad interpretativa le ha permitido experimentar con interesantes fusiones de Rap, Reggae y Dancehall y folclor colombiano, tomando elementos orales y musicales de las comunidades afrocolombianas. Su propuesta le ha permitido participar en escenarios nacionales e internacionales de importancia como el “VI Festival Hipnotik" – España. 
Montaño es un referente importante para la etnia afrocolombiana, pues ha logrado llevar inmersos en sus propuestas culturales  diferentes valores étnicos, orales y musicales  de las comunidades negras. También ha sido una ventana para mostrar las diferentes problemáticas de estas y proponer soluciones a las mismas desde diferentes perspectivas culturales.

## Proyectos sociales
Cynthia Montaño dentro de su labor social a través de la Música ha sido líder de varios proyectos apoyados por distintas entidades públicas y privadas algunos de ellos son:
- Coordinadora Musical Del compilado Dando De Qué Hablar (2010)
- Productora Del Festival Ciudad Hip Hop “Cultura, Paz Y Convivencia” (2008)
- Productora Del Segundo Encuentro De Música Urbana (2007)
- Productora De Campo Largometraje Documental Negropacífico (2007 – 2008)
- Dinamizadora En La Fundación Visión Mundial (2002)
- Dinamizadora Del Proyecto Pongamos De Moda La Convivencia (2004)
- Dinamizadora Del Proyecto Rumba Sana Rumba Por La Convivencia Social (2005 – 2006)
- Coordinadora De Campo Del Festival Urbano Cruzando La Calle (2006 – 2007)
- Dinamizadora Del Festival Del Arte Y La Cultura Joven (2007)
- Dinamizadora Del Proyecto Hip Hop Arte Y Cultura Urbana 1, 2 Y 3 Fase (2007)
- Productora Y Artista Del Evento Expresión Hip Hop “Nuestra Cultura Expresada Con Altura” – Teatro Municipal Enrique Buenaventura (2004)

## Premios y reconocimientos
- Nominación a Premios de la Música Shock categoría "Mejor artista Vuelta Rockombia" 2010
- Reconocimiento de la alcaldía de Santiago de Cali en el mes de la Afrocaleñidad por su labor social a través de la Música (2010)
- Inicio de la primera obra arquitectónica "Ciudadela Educativa Nuevo Latir"  – 21 Megaobras Cali (2010)
- Día Del Pacífico En La 52.º Feria De Cali – Plazoleta Del Cam (2009)
- Concierto Joven En La 52.º Feria De Cali – Canchas Panamericanas (2009)
- Fiesta De Cierre Programa de la Alcaldía de Cali "Plan Talentos" – Centro De Convenciones Valle Del Pacífico (2009)
- Festival Internacional De Hip Hop Ibagué (2009)
- Festival Revolución Sin Muertos 5 – Medellín (2009)
- VI Festival Hipnotik – CCCB – Barcelona España (2009)
- Festival De Artes Visuales “Bugarte” – Buga (Valle) (2009)
- Premios Anuales al Periodismo Vallecaucano “Alfonso Bonilla Aragón” – Teatro Municipal Enrique Buenaventura (2009)
- Gran Noche Internacional Del XIII Festival de Música del Pacífico "Petronio Álvarez" – Plaza de Toros Cañaveralejo (2009)
- Mujer Afrolatinoamericana, Afrocaribeña y de la Diáspora – Biblioteca Departamental (2009)
- Mes de la Afrovallecaucanidad – Plazoleta de San Francisco de la Gobernación Del Valle (2009)
- "Por La Cultura De La Paz”...Cali Un Nuevo Latir Con La Mujer... – Teatro Los Cristales (2009)
- Primer Festival De Marimba – Plazoleta De San Francisco De La Gobernación Del Valle (2008)
- Tercer Festival Urbano “Cruzando La Calle” (2008)
- Segundo Congreso Distrital  De Mujeres Hip Hopper – Bogotá  (2008)
- Seminario Internacional “Discriminación Múltiple De La Mujer Afro” (2008)
- XI Festival de Música del Pacífico "Petronio Álvarez" – Teatro Al Aire Libre Los Cristales Cali (2007)

## Discografía

### Compilados
| Año  | Álbum                           | Canción                                             | Productor                                |
| ---- | ------------------------------- | --------------------------------------------------- | ---------------------------------------- |
| 2002 | Voz a la Tarima                 | Historias de Vida - Mala Fama - Arriba la Esperanza | Fundación Gestión Social                 |
| 2002 | Sexo Sentido                    | Se Cree Que - Ganas                                 | Universidad del Valle                    |
| 2004 | Sentimiento Urbano              | Sucursal del Cielo                                  | Asociaciones E.Videntes & Gremio Supremo |
| 2008 | 8º Compilado de Hip Hop Hispano | Invasión Costeña                                    | Periódico La Nueva Granada               |
| 2010 | Dando de qué Hablar             | Lunas & Soles                                       | Fundación MAVI                           |
| 2010 | Compilado LASO                  | Chontaduro                                          | Ministerio de Cultura de Colombia        |
| 2010 | Afritanga                       | Chontaduro                                          | Sello Indie - Alemania                   |
| 2014 | El Llamado de Nuestra Tierra    | Quiero Sanar                                        | Unidad de Restitución de Tierras         |
| 2015 | Tocó Cantar                     | Las Mil y Ningún Mujeres                            | Centro de Memoria Histórica              |

### Álbumes
| Año  | Álbum           | Sello                       |
| ---- | --------------- | --------------------------- |
| 2011 | Urbano Litoral  | Ghetto Blue Ent.            |
| 2015 | Ideas           | AV Music - Ghetto Blue Ent. |
| 2019 | Live Session EP | Independiente               |

### Colaboraciones
| Año  | Canción             | Álbum                 | Artistas |
| ---- | ------------------- | --------------------- | --- |
| 2013 | Agua                | Elemental             | Don Palabra, Cynthia Montaño                                                                                       |
| 2014 | Nuestra Madre       | Fromtura - Single     | Official el de la O, Junior Jein, Cynthia Montaño, Son D Ak, Jey Cadenas, G Miztik, Hector Madrid, Winny, Junior X |
| 2014 | Ahora Mismo         | Lo Que Trajo El Barco | José Aguirre y su Cali Salsa Big Band, Adriana Chamorro, Cynthia Montaño                                           |
| 2017 | Los Niños Olvidados | VIVES                 | Carlos Vives, Cynthia Montaño                                                                                      |
| 2019 | Déjame Quererte     | Sencillo              | Carlos Vives, Cholo Valderrama, Cynthia Montaño, Egidio Cuadrado, Elkin Robinsón, Kombilesami, Velo de Oza         |

## Premios y nominaciones

### Premios Nuestra Tierra
| Año  | Trabajo nominado                                       | Categoría                  | Resultado |
| ---- | ------------------------------------------------------ | -------------------------- | --------- |
| 2020 | Déjame Quererte (feat. Carlos Vives y Cynthia Montaño) | Canción folclórica del Año | Ganador   |